# Sinal de localização nuclear
Um sinal de localização nuclear ou NLS é uma sequência de aminoácidos que actua como um marcador na superfície exposta da proteína. Esta sequência é usada para direccionar a proteína para o núcleo celular através do poro nuclear e para direccionar proteína recém-sintetizadas para o núcleo via seu reconhecimento através de receptores de transporte nucleares citosólicos. Tipicamente, este sinal consiste de uma pequena sequência de lisinas ou argininas carregadas positivamente. Diferentes proteínas localizadas no núcleo podem partilhar o mesmo sinal de localização nuclear. Um sinal de localização nuclear tem a função oposta de um sinal de exportação nuclear, que direcciona as proteínas para fora do núcleo.